# Ivan Berce
Ivan Berce, slovenski šolnik in vzgojitelj, * 21. december 1915, Mala Bukovica, † 18. november 1979, Ljubljana. 
Rodil se je očetu Dominiku in materi Mariji (roj. Hribar).
Maturiral je 1936 na učiteljišču v Mariboru. Po koncu vojne je bil med drugim ravnatelj Srednje veterinarske šole v Ljubljani in upravnik njenega dijaškega doma, nato upravnik Doma tehniških šol v Ljubljani ter ravnatelj osnovne šole Toneta Čufarja v Ljubljani (1960-1975). Na podlagi pedagoških izkušenj se je zavzemal za uveljavljanje družbene in strokovne vloge domov za učence, za napredek vzgojne prakse po naprednih družbenih osnovah in strokovnem povezovanju vzgojiteljev. O teh vprašanjih je v stanovskem strokovnem tisku objavil vrsto člankov. 
Organizator študentskega gibanja Leopold Berce je bil njegov brat.